# Минестіре
Минестіре (рум. Mânăstire) — село у повіті Тіміш в Румунії. Входить до складу комуни Бірда.
Село розташоване на відстані 390 км на захід від Бухареста, 39 км на південь від Тімішоари.

## Населення
За даними перепису населення 2002 року у селі проживали 250 осіб.
Національний склад населення села:
| Національність | Кількість осіб | Відсоток |
| -------------- | -------------- | -------- |
| румуни         | 238            | 95,2%    |
| серби          | 8              | 3,2%     |

Рідною мовою назвали:
| Мова      | Кількість осіб | Відсоток |
| --------- | -------------- | -------- |
| румунська | 237            | 94,8%    |
| сербська  | 8              | 3,2%     |